# Two Tribes
Two Tribes (deutsch: Zwei Stämme) ist ein Song und die zweite Single der britischen Band Frankie Goes to Hollywood. Sie galt als zweiter Teil der vom Plattenlabel ZTT Records geplanten Single-Trilogie, der sich mit dem Thema Krieg befassen sollte. Produziert von Trevor Horn ist das Stück in abgewandelter Form (For the Victims of Ravishment, deutsch: Für die Opfer von Vergewaltigung) auch auf dem Doppelalbum Welcome to the Pleasuredome enthalten.

## Entstehung und Veröffentlichung
Der Songtitel geht auf ein Zitat aus dem Film Mad Max II – Der Vollstrecker zurück: „When two great warrior tribes go to war“ (deutsch: Wenn zwei große Kriegerstämme in den Krieg ziehen). Two Tribes wurde am 28. Mai 1984 auf dem Höhepunkt des Kalten Krieges veröffentlicht und verdeutlichte die Furcht vor einem Atomkrieg. In einem Radiointerview aus dem Jahre 1984 äußerte Sänger Holly Johnson, dass die „Zwei Stämme“ potenziell für jedes Paar kämpfender Gegner stehen könnten. In einem Interview sagte Johnson weiter:

“There’s two elements in the music – an American funk line and a Russian line. It’s the most obvious demonstration of two tribes that we have today.”

„Es gibt zwei Elemente in der Musik: Eine amerikanische Funk-Linie und eine russische Linie. Es ist der naheliegendste Beweis für die beiden Stämme, die wir heute haben.“

Auch die Textzeile „On the air America / I modelled shirts by Van Heusen“ verweist auf den damaligen US-Präsidenten Ronald Reagan, der 1953 für den Modekonzern Phillips-Van Heusen geworben und in dem Film Love Is on the Air sein Filmdebüt hatte.
Kennzeichnend für den Titel sind eine unablässig treibende, pumpende Bassline und das begleitende hektische Gitarrenriff in Kombination mit den Kommentarauszügen aus den Folgen „Actions After Warnings“ und „Casualties“ der englischen „Protect-and-Survive“-Zivilschutz-Informationsfilme aus den frühen 1980er Jahren und den Orchesterarrangements von Anne Dudley.
Eine frühe Version des Stücks wurde am 24. November 1982 von Anthony Pugh für die Peel Sessions der BBC aufgenommen. Diese Version, ausgestrahlt am 2. Dezember 1982, verdeutlichte bereits die grundlegende Struktur des Titels, einschließlich der eigenwilligen Einleitung, der charakteristischen Bassline, dem Rhythmusarrangement und den mittleren acht Abschnitten, die bereits existierten, bevor Produzent Trevor Horn weitere Bearbeitungen vornahm.

## Remixversionen

### Annihilation
Die mit Annihilation (deutsch: Vernichtung) untertitelte Version wurde als erste von drei Remix-Varianten aus dem Erscheinungsjahr veröffentlicht und setzt sich mit aggressiv-bedrängenden Klangcollagen und Zitaten offensiv mit dem Thema der Kriegsangst auseinander. Die Version wird mit dem typischen Heulton einer britischen Sirene aus dem Zweiten Weltkrieg eingeleitet. Ein weiteres Merkmal dieser Version ist die ausgeprägte Rechts-Links-Anordnung der Percussioneffekte. Die Kommentare aus den „Protect-and-Survive“-Folgen erläutern, wie mit Angehörigen umzugehen ist, die durch radioaktiven Niederschlag („Fallout“) ums Leben gekommen sind. Sie wurden für den Remix von dem Schauspieler Patrick Allen erneut aufgenommen, während für die 7"-Versionen der Originalton genutzt wurde. Die Sprachsequenzen, die mutmaßlich aus dem Hitlerputsch-Prozess und von Ronald Reagan stammen, kommen besonders in der Annihilation-Version in größerem Umfang zum Einsatz. Sie wurden von dem Schauspieler Chris Barrie gesprochen.

### Carnage
Die Carnage-Version (deutsch: Massaker) wirkt durch Streichersequenzen, erweiterte Instrumentalpassagen und ausgeprägtere Dynamik deutlich musikalischer als die kurz zuvor veröffentlichte aggressive Annihilation und folgt dem üblichen Instrumental-Vokal-Schema vorausgegangener 12"-Veröffentlichungen der Band. An die Stelle der Sprachpassagen aus den englischen Zivilschutz-Informationsfilmen „Protect and Survive“ treten Ausschnitte von Patrick Allen, die als The last voice (deutsch: Die letzte Stimme) bekannt wurden. Auch sind Zusammenschnitte aus einem auf der B-Seite der „Annihilation“-Maxi veröffentlichten Interview mit der Band in dieser Version eingemischt. So sind unter anderem Lacher hörbar oder eine Kombination einer Vorstellungsrunde der Band mit den erwähnten Zivilschutzfilmen (z.B „My name’s Ped“ - „My name’s Mark“ - „My name’s Nash“ - „Mine is the last voice that you will ever hear“).

### Hibakusha
Die Hibakusha-Version entstand als limitierte Auflage mit deutlich veränderter Klangfarbe für den japanischen Markt und basiert auf der Annihilation-Abmischung. Die Sprachsequenzen wurden durch Klangcollagen ersetzt, die Parallelen zu frühen Aufnahmen von The Art of Noise aufweisen. Als Hibakusha werden die Überlebenden der Atombombenabwürfe auf Hiroshima und Nagasaki bezeichnet.

## Musikvideo
Das Musikvideo zu Two Tribes wurde von Godley & Creme produziert, die auch Regie führten. Im Video wird ein Wrestling-Kampf zwischen den damaligen Staatsoberhäuptern Ronald Reagan und Konstantin Ustinowitsch Tschernenko dargestellt, der in der totalen Zerstörung der Welt endete.

## Kommerzieller Erfolg

### Chartplatzierungen
Two Tribes war von Beginn an sehr erfolgreich. In Großbritannien konnte sich die Single für neun Wochen auf Platz eins behaupten, während der Vorgänger Relax in dieser Zeit ebenfalls wieder bis auf Platz zwei stieg. Two Tribes belegte damit in den 1980er Jahren am längsten den Spitzenplatz der britischen Verkaufshitparade, blieb aber in den Gesamtverkäufen trotzdem hinter Relax zurück. In Deutschland verblieb der Titel für eine Woche auf Platz eins (vom 27. Juli bis zum 2. August 1984) und erreichte auch in den Niederlanden und in Neuseeland Platz eins.
In den Vereinigten Staaten hingegen konnte die Single den Erfolg von Relax nicht wiederholen und erreichte lediglich Platz 43.
| ChartsChartplatzierungen       | Höchstplatzierung | Wochen/ Monate |
| ------------------------------ | ----------------- | -------------- |
| Deutschland (GfK)              | 1 (22 Wo.)        | 22 Wo.         |
| Österreich (Ö3)                | 16 (2 Mt.)        | 2 Mt.          |
| Schweiz (IFPI)                 | 4 (14 Wo.)        | 14 Wo.         |
| Vereinigte Staaten (Billboard) | 43 (15 Wo.)       | 15 Wo.         |
| Vereinigtes Königreich (OCC)   | 1 (33 Wo.)        | 33 Wo.         |

| ChartsJahrescharts (1984)    | Platzierung |
| ---------------------------- | ----------- |
| Deutschland (GfK)            | 10          |
| Schweiz (IFPI)               | 22          |
| Vereinigtes Königreich (OCC) | 4           |

### Auszeichnungen für Musikverkäufe
| Land/Region                  | Auszeichnungen für Musikverkäufe (Land/Region, Auszeichnung, Verkäufe) | Verkäufe  |
| ---------------------------- | ---------------------------------------------------------------------- | --------- |
| Kanada (MC)                  | Gold                                                                   | 50.000    |
| Neuseeland (RMNZ)            | Gold                                                                   | 10.000    |
| Niederlande (NVPI)           | Gold                                                                   | 75.000    |
| Vereinigtes Königreich (BPI) | Platin                                                                 | 1.000.000 |
| Insgesamt                    | 3× Gold · 1× Platin ·                                                  | 1.135.000 |

## Coverversionen
In den Folgejahren entstanden einige Remix-Versionen, unter anderem von 808 State, Fluke, Apollo 440, Intermission oder Rob Searle, die dem musikalischen Zeitgeist entsprechend geprägt waren.
- 1984: James Last
- 1992: SNAP! (Do You See the Light (Looking For))
- 1997: The London Symphony Orchestra
- 1999: Think About Mutation
- 2000: Ferry Corsten
- 2001: Jive Bunny & the Mastermixers (Ultimate 80s Party)
- 2002: Ron Thomas
- 2003: D!Nation